# Old Orchard Beach
Old Orchard Beach ist eine Town im York County im US-Bundesstaat Maine. Im Jahr 2020 lebten dort 8960 Einwohner in 7105 Haushalten, in den Vereinigten Staaten werden auch Ferienwohnungen als Haushalte gezählt, auf einer Fläche von 58,35 km².

## Geographie
Nach dem United States Census Bureau hat Old Orchard Beach eine Gesamtfläche von 58,35 km², von der 19,24 km² Land sind und 39,11 km² aus Gewässern bestehen.

### Geographische Lage
Old Orchard Beach liegt im Südosten des York Countys am Atlantischen Ozean und grenzt an das Cumberland County. Durch das Gebiet schlängelt sich mit mehreren Armen der Jones Creek. Das Gebiet ist eher eben, ohne größere Erhebungen.

### Nachbargemeinden
Alle Entfernungen sind als Luftlinien zwischen den offiziellen Koordinaten der Orte aus der Volkszählung 2010 angegeben.
- Osten: Scarborough, Cumberland County, 4,3 km
- Westen und Norden: Saco, 5,4 km

### Stadtgliederung
In Old Orchard Beach gibt mehrere Siedlungsgebiete: Grand Beach, Milliken Mills, Ocean Park, Old Orchard Beach, Pine Park und Surfside.

### Klima
Die mittlere Durchschnittstemperatur in Old Orchard Beach liegt zwischen −6,1 °C (21 °F) im Januar und 20,6 °C (69 °F) im Juli. Damit ist der Ort gegenüber dem langjährigen Mittel der USA um etwa 9 Grad kühler. Die Schneefälle zwischen Oktober und Mai liegen mit bis zu zweieinhalb Metern mehr als doppelt so hoch wie die mittlere Schneehöhe in den USA; die tägliche Sonnenscheindauer liegt am unteren Rand des Wertespektrums der USA.

## Geschichte
Old Orchard Beach wurde als eigenständige Town am 20. Februar 1883 gegründet. Zuvor gehörte das Gebiet zum benachbarten Saco. Benannt wurde das Gebiet nach dem Obstgarten von Thomas Rogers, der 1657 als „Rogers’ Garden by the Sea“ bekannt wurde. Richard Boynthon ließ sich 1631 in dem Gebiet nieder. Er organisierte Sitzungen der Kolonialverwaltung von Ferdinando Gorges der Province of Maine im frühen 17. Jahrhundert. Der Obstgarten befand sich auf höher gelegenen Gebiet hinter dem Strand und wurde für die Seeleute zu einer Landmarke.
Mit dem ersten „Public House“, einem Gasthaus, welches für Reisende ab 1820 eröffnet wurde, begann der Tourismus in dem Gebiet. 1837 begann E. C. Staples, Pensionäre auf seiner Farm aufzunehmen. Später gründete er das Old Orchard Boarding House.
Die Eisenbahnstrecke von Boston nach Portland führte 1842 innerhalb von zwei Meilen an der Stadt vorbei, und die Grand Trunk Railroad verband Old Orchard Beach 1853 mit Montreal und ermutigte Kanadier, den Strand zu besuchen. Bis 1873 bediente die Boston and Maine Railroad die Strecke, die heute von Amtrak bedient wird. Der Downeaster hält in Old Orchard Beach. Durch die Straßenbahn Biddeford–Old Orchard Beach wurde die Town 1892 mit Biddeford und 1903 durch die Straßenbahn Portland mit Portland verbunden.
Charles Lindbergh landete im Juni 1927 mit seinem Flugzeug der Spirit of St. Louis auf seiner USA-Rundreise nach seinem historischen Alleinflug von New York nach Paris am Old Orchard Beach. Er hatte versucht, in Portland zu landen, aber Nebel verdeckte den Flughafen.

### Einwohnerentwicklung
| Volkszählungsergebnisse – Town of Old Orchard Beach, Maine | Volkszählungsergebnisse – Town of Old Orchard Beach, Maine | Volkszählungsergebnisse – Town of Old Orchard Beach, Maine | Volkszählungsergebnisse – Town of Old Orchard Beach, Maine | Volkszählungsergebnisse – Town of Old Orchard Beach, Maine | Volkszählungsergebnisse – Town of Old Orchard Beach, Maine | Volkszählungsergebnisse – Town of Old Orchard Beach, Maine | Volkszählungsergebnisse – Town of Old Orchard Beach, Maine | Volkszählungsergebnisse – Town of Old Orchard Beach, Maine | Volkszählungsergebnisse – Town of Old Orchard Beach, Maine | Volkszählungsergebnisse – Town of Old Orchard Beach, Maine |
| Jahr                                                       | 1800                                                       | 1810                                                       | 1820                                                       | 1830                                                       | 1840                                                       | 1850                                                       | 1860                                                       | 1870                                                       | 1880                                                       | 1890                                                       |
| ---------------------------------------------------------- | ---------------------------------------------------------- | ---------------------------------------------------------- | ---------------------------------------------------------- | ---------------------------------------------------------- | ---------------------------------------------------------- | ---------------------------------------------------------- | ---------------------------------------------------------- | ---------------------------------------------------------- | ---------------------------------------------------------- | ---------------------------------------------------------- |
| Einwohner                                                  |                                                            |                                                            |                                                            |                                                            |                                                            |                                                            |                                                            |                                                            |                                                            | 887                                                        |
| Jahr                                                       | 1900                                                       | 1910                                                       | 1920                                                       | 1930                                                       | 1940                                                       | 1950                                                       | 1960                                                       | 1970                                                       | 1980                                                       | 1990                                                       |
| Einwohner                                                  | 964                                                        | 961                                                        | 1164                                                       | 1620                                                       | 2557                                                       | 4707                                                       | 4580                                                       | 5404                                                       | 6291                                                       | 7789                                                       |
| Jahr                                                       | 2000                                                       | 2010                                                       | 2020                                                       | 2030                                                       | 2040                                                       | 2050                                                       | 2060                                                       | 2070                                                       | 2080                                                       | 2090                                                       |
| Einwohner                                                  | 8856                                                       | 8624                                                       | 8960                                                       |                                                            |                                                            |                                                            |                                                            |                                                            |                                                            |                                                            |

## Kultur und Sehenswürdigkeiten

### Bauwerke
In Old Orchard Beach wurden mehrere Bauwerke unter Denkmalschutz gestellt und ins National Register of Historic Places aufgenommen.
- Ocean Park Historic Buildings, 1982 unter der Register-Nr. 82000796.[9]
- Cummings’ Guest House, 2004 unter der Register-Nr. 04000744.[10]
- Staples Inn, 1987 unter der Register-Nr. 86002422.[11]
- The Temple, 1975 unter der Register-Nr. 75000119.[12]

## Wirtschaft und Infrastruktur

### Verkehr
Die Interstate 195 mündet in Old Orchard Beach und schließt sie an die Interstate 95 an. Durch die Town führen die Maine State Route 5, Maine State Route 9 und Maine State Route 95.

### Öffentliche Einrichtungen
In Old Orchard Beach gibt es medizinische Einrichtungen.
In Old Orchard Beach befinden sich zwei Büchereien. Die Libby Memorial Library befindet sich im Edith Belle Libby Memorial Building, an der Staples Street. Sie wurde 1957 gegründet und geht auf eine Stiftung von Frank Libby zurück. Die Ocean Park Library befindet sich im Furber Park.

### Bildung
Old Orchard Beach gehört zum Schulbezirk RSU 23.
Im Schulbezirk werden folgende Schulen angeboten:
- Jameson Elementary School von Pre-Kindergarten bis zum 2. Schuljahr
- Loranger Memorial mit Schulklassen vom 3. bis 8. Schuljahr
- Old Orchard Beach High School mit Schulklassen vom 8. bis 12. Schuljahr

## Persönlichkeiten

### Persönlichkeiten, die vor Ort gewirkt haben
- Albert Benjamin Simpson (1843–1919), Theologe, gründete hier The Christian Alliance und The Evangelical Missionary Alliance